# 黑丁根
黑丁根（德語：Hedingen）是瑞士联邦苏黎世州阿福尔特恩区的市镇。该市镇面积为6.59平方千米，海拔高度501米，2018年12月31日人口数为3,734。

## 外部連結
- 黑丁根官方网站（页面存档备份，存于） （德文）